# Фридрих фон Золмс-Лаубах (1833–1900)
Фридрих Вилхелм Август Кристиан фон Золмс-Лаубах (на немски: Friedrich Wilhelm August Christian Graf zu Solms-Laubach; * 23 юни 1833, Лаубах; † 1 септември 1900, Лаубах) е граф на Золмс-Лаубах. Той е хесенски господар и народен представител на първата камера на племенните господари на Велико херцогство Хесен.

## Произход
Той е най-големият син на граф Ото фон Золмс-Лаубах II (1799 – 1872) и съпругата му принцеса Луитгарда Вилхелмина Августа фон Вид (1813 – 1870), дъщеря на княз Йохан Август Карл фон Вид (1779 – 1836) и принцеса София Августа фон Золмс-Браунфелс (1796 – 1855). Внук е на граф Фридрих Лудвиг Кристиан фон Золмс-Лаубах (1769 – 1822) и графиня Хенриета фон Дегенфелд-Шонбург (1776 – 1847).

## Фамилия
Фридрих фон Золмс-Лаубах се жени на 23 юни 1859 г. в Яновитц за графиня Мариана фон Щолберг-Вернигероде (* 6 септември 1836, Яновитц; † 13 август 1910, Лаубах), дъщеря на граф Вилхелм фон Щолберг-Вернигероде (1807 – 1898) и графиня Елизабет фон Щолберг-Росла (1817 – 1896). Те имат десет деца:
- Ото III фон Золмс-Лаубах (* 26 май 1860, Лаубах; † 9 септември 1904, Лаубах), граф на Золмс-Лаубах, женен на 14 април 1898 г. в Бюдинген за принцеса Емма фон Изенбург-Бюдинген (* 28 август 1870, Бюдинген; † 13 декември 1944, Лаубах)
- Вилхелм (* 15 август 1861, Яновитц; † 1936), женен на 23 май 1902 г. във Вернигероде за принцеса Мария фон Щолберг-Вернигероде (* 5 октомври 1872, Вернигероде; † 11 януари 1950)
- Елизабет (* 29 октомври 1862, Лаубах; † 8 април 1930, Грос-Крауше), омъжена на 30 август 1886 г. в Лаубах за принц Хайнрих XXV Ройс-Кьостриц (* 27 август 1856, Йенкендорф; † 25 август 1911, Грос-Крауше)
- Магдалена (* 11 декември 1863, Яновитц; † 21 април 1925, Оберстдорф), омъжена на 18 септември 1884 г. в Лаубах за принц Хайнрих XXVIII Ройс (* 3 юни 1859, Щонсдорф; † 8 март 1924, Берлин)
- Мария (* 25 април 1865, Арнсбург; † 12 май 1946, Вилингсхаузен), омъжена на 30 юли 1901 г. в Арнсбург за Георг Швертцел фон и цу Вилингсхаузен (* 14 май 1857, Вилингсхаузен; † 13 март 1949, Трайза)
- Фридрих Ернст (* 16 април 1867, Арнсбург; † 28 март 1930, Арнсбург)
- Карл Хайнрих (* 22 март 1870, Арнсбург; † 24 февруари 1945, Касел), женен на 16 октомври 1911 г. във Франкфурт на Майн за принцеса Роза Матилда Шарлота Леополдина фон Залм и Залм-Залм (* 16 март 1878, Анхолт; † 28 август 1963, Касел-Вилхелмсхьое)
- Георг Райнхард (* 28 февруари 1872, Арнсбург; † 26 януари 1937, Оберстдорф), женен на 18 септември 1921 г. във Вайдринг за Емма Кройтер (* 12 март 1888, Шпайер; † 22 декември 1952, Мюнхен)
- Луитгард Ернестина (* 17 декември 1873, Арнсбург; † 24 януари 1954, Арнсбург), омъжена на 18 юни 1914 г. в Арнсбург за Готлиб фон Ягов (* 22 юни 1863, Берлин; † 11 януари 1935, Потсдам)
- Йохан Албрехт (* 11 юни 1880, Лаубах; † 21 ноември 1916, Паралово, Македония)